# سباق طواف فرنسا 1903
سباق طواف فرنسا 1903 من سلسلة سباقات سباق طواف فرنسا. أقيم هذا السباق في تاريخ 1–19 يوليو 1903 على 6 مراحل. بعد مرور 94 ساعة و33 دقيقة و14 ثانية وبعد طي 2428 كم بمتوسط 25.678 كم في الساعة فاز بالميدالية الذهبية موريس غارين من فرنسا، فيما حصد لوسين بوثيه من فرنسا الميدالية الفضية، وكانت الميدالية البرونزية من نصيب فرناند أوغيرو من فرنسا.

## المراحل
| قائمة المراحل | قائمة المراحل | قائمة المراحل    | قائمة المراحل | قائمة المراحل | قائمة المراحل          | قائمة المراحل |
| المرحلة       | التاريخ       | الدورة           |               | المسافة (كم)  | الفائز بالمرحلة        | القائد العام  |
| ------------- | ------------- | ---------------- | ------------- | ------------- | ---------------------- | ------------- |
| 1             | 1 يوليو       | باريس – ليون     |               | 467           | موريس غارين            | موريس غارين   |
| 2             | 5 يوليو       | ليون – مارسيليا  |               | 374           | Hippolyte Aucouturier ‏ | موريس غارين   |
| 3             | 8 يوليو       | مارسيليا – تولوز |               | 423           | Hippolyte Aucouturier ‏ | موريس غارين   |
| 4             | 12 يوليو      | تولوز – بوردو    |               | 268           | Charles Laeser ‏        | موريس غارين   |
| 5             | 13 يوليو      | بوردو – نانت     |               | 425           | موريس غارين            | موريس غارين   |
| 6             | 18 يوليو      | نانت – باريس     |               | 471           | موريس غارين            | موريس غارين   |

## الميداليات
| ذهب                 | فضة                 | برونز                 |
| موريس غارين - فرنسا | لوسين بوثيه - فرنسا | فرناند أوغيرو - فرنسا |